# Jordi Canals Margalef
Jordi Canals Margalef (Barcelona, 1960) es un economista español. director general del IESE Business School (2001-2016), y profesor de Economía y Dirección Estratégica en dicho centro académico, donde es titular de la Cátedra Fundación IESE de Gobierno Corporativo. Sus principales áreas de especialización son la gestión estratégica, el gobierno corporativo y la globalización.

## Biografía

### Formación académica
Tras concluir la licenciatura, Canals se doctoró en la facultad de Ciencias Económicas y Empresariales de la Universidad de Barcelona, donde obtuvo premio extraordinario de Licenciatura y Doctorado. Posteriormente fue becario postdoctoral en la Escuela de negocios de Harvard, profesor visitante en el Fondo Monetario Internacional y en el Banco Mundial, y profesor invitado en la Institución Brookings. También accedió a una beca Fulbright.

### Director general del IESE Business School (2001-2016)
En julio de 2001 Canals accedió a la Dirección General del IESE Business School, con el objetivo de desarrollar cuatro áreas en el IESE: internacionalización, ideas, innovación e impacto. Durante su mandato, que se prolongó hasta septiembre de 2016, se produjo la ampliación del campus de Madrid (2004), el nuevo campus Norte de Barcelona (2007), las nuevas sedes en Nueva York (2010), Sao Paulo (2015) y Múnich (2015).
En el periodo 2011-2016, el IESE fue tres veces la primera escuela del mundo en formación de directivos y dos veces la segunda, según el ranking del Financial Times.
En 2015, la escuela trabajaba con socios en China y Kenia, entre otros.
Durante este período se ha ampliado la cooperación al desarrollo, especialmente a través de la iniciativa África. El IESE contribuye al desarrollo de empresarios, empresarios y líderes locales, y brinda apoyo a varias escuelas de administración recientes: Lagos Business School (Universidad Pan-Atlantic, Nigeria), Strathmore Business School (Strathmore University, Kenia) y MDE Business School (Costa de Marfil).
En 2008, IESE Business School celebró su 50 aniversario y en 2014, el medio siglo del Comité Académico Harvard-IESE.
En marzo de 2016, Jordi Canals anunció que renunciaría como Decano del IESE en agosto y volvería a su puesto de profesor. Franz Heukamp es el sucesor de los canales desde el 1 de septiembre de 2016.
Asimismo se han seguido desarrollando nuevas escuelas de negocio en América Latina y África.

## Asociaciones a las que pertenece
Es miembro de las siguientes asociaciones: 
- Miembro fundador del Comité Regulador Financiero Europeo Shadow.(European Shadow Financial Regulatory Committee)
- Comisión para el Fomento de la Transparencia y Seguridad de los Mercados (Comisión Aldama)
- Consejo del European Institute for Advanced Studies in Management (Bruselas)
- Consejo de administración del Graduate Management Admission Council (GMAC)
- Consejo del European Corporate Governance Institute
- Consejo de EQUIS (Agencia europea de acreditación).
- Junta directiva de la Fundación Europea para el Desarrollo de la Gestión.
- Fundación Global para el Desarrollo de la Gestión
- Academia de Negocios y Sociedad
- Junta del Graduate Management Admission Council
- Junta del European Institute for Advanced Studies in Management
- Comisión de Gobierno Corporativo creada por el Gobierno español en julio de 2002.[17]

## Obras
Es autor de numerosos libros y artículos académicos. Entre otros:
- En busca del equilibrio. consejos de administración y alta dirección en el gobierno de la empresa, Madrid: FT Prentice Hall, 2008, XVII, 264 p., ISBN: 9788483224519
- El entorno económico de los negocios internacionales, Bilbao: Deusto, 1989, 263 pp, ISBN: 8423408019.
- La internacionalización de la empresa : cómo evaluar la penetración en mercados exteriores, Madrid: McGraw-Hill, 1994, X, 186 pp. ISBN: 8448119967.
- Managing corporate growth, Oxford: Oxford University Press, 2000, 189 pp. ISBN: 019829668

- Building Respected Companies; Rethinking Business Leadership and the Purpose of the Firm, Cambridge: Cambridge University Press, 2010, 282 pp., ISBN 9780521192101